# 筱丹桂

筱丹桂（1920年—1947年10月13日），原名钱春韵，学艺后曾用名钱春凤。生于浙江省嵊县长乐镇。民国时期著名越剧女演员,擅长旦角，为“越剧十姐妹”之一

## 生平
1930年，开始学戏。因其出色表演，是最早被称为“越剧皇后”的演员。1947年8月，联合尹桂芳等，义演越剧《山河恋》，史称“越剧十姐妹”。1947年10月13日，因忍受不了戏霸张春帆压迫，自杀身亡，临死前她在床上写下了“做人难，难做人，死了”八个字。
唱腔优美，师承施银花而独具特色，文武兼长,时称“三花不如一娟，一娟不如一桂”（三花指施银花、赵瑞花、王杏花，“一娟”指姚水娟）。代表作《樊梨花》(饰演樊梨花)《玉蜻蜓》(饰演王志贞)《再生缘》、《碧玉簪》、《西厢记》等

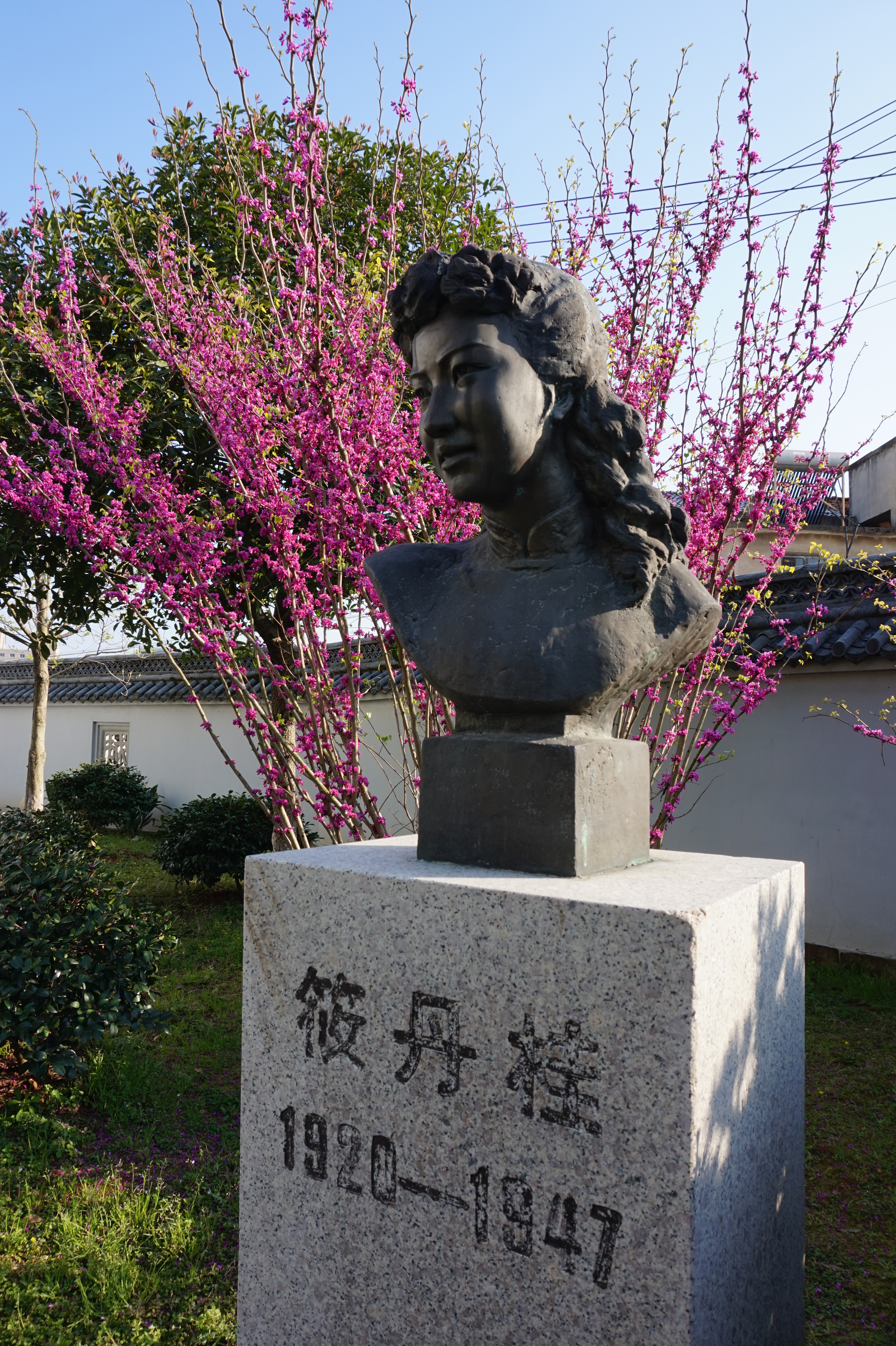
嵊州越剧博物馆筱丹桂铜像